# Metaxa

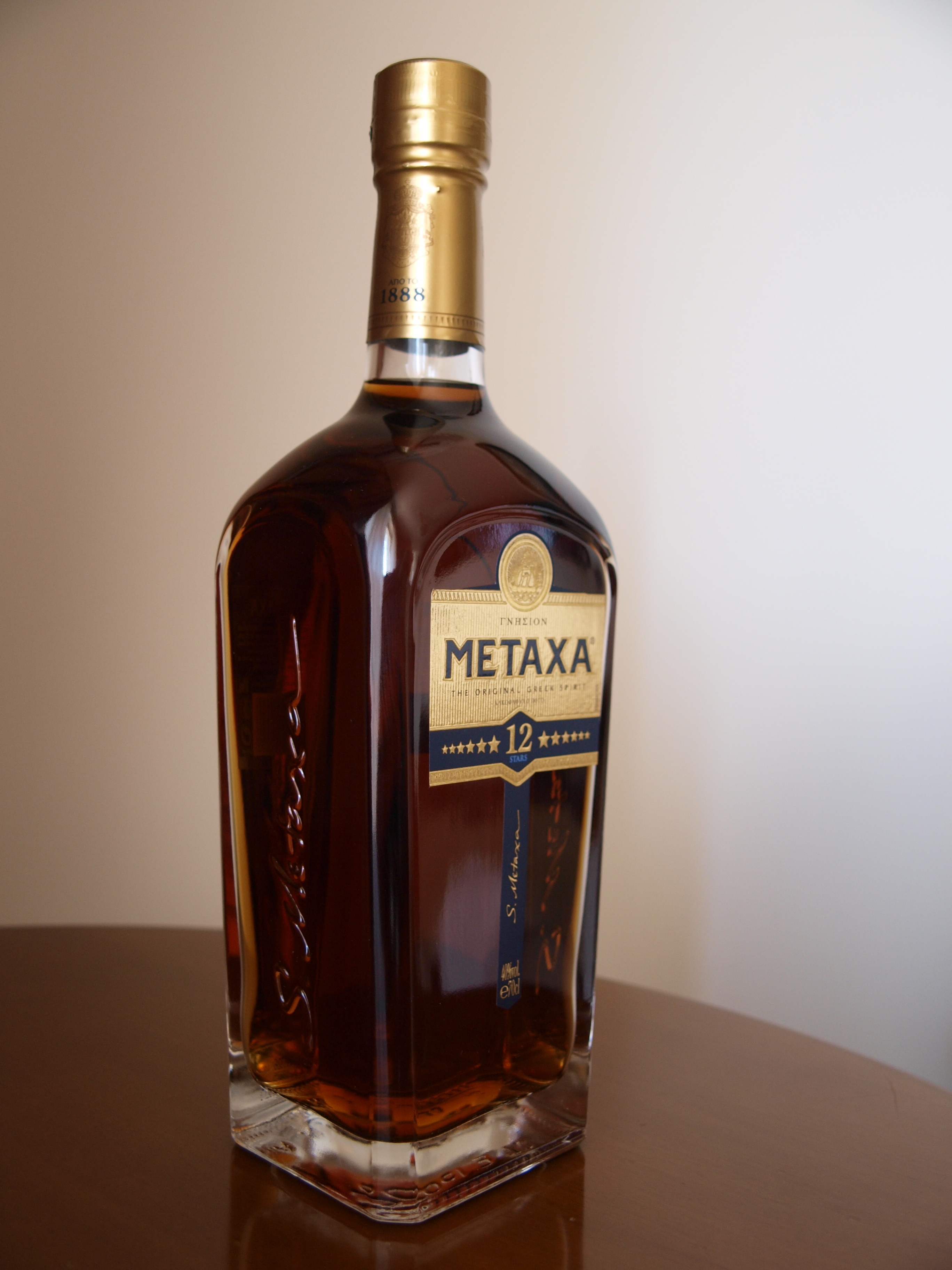
Brandy Metaxa (12-gwiazdkowa)

Metaxa (ngr. Μεταξά) – grecki napój alkoholowy typu koniakowego (brandy), opracowany przez kupca Spirosa Metaksasa w 1888 roku.
Metaxa jest odmianą destylatu z domieszką wina muskatowego. Pochodzi z wysp Samos i Lemnos. Wzbogaca się ją ekstraktem z ziół, m.in. anyżu; do wzbogacających składników należą też płatki róż. Swój aromat zawdzięcza leżakowaniu w odwiecznych dębowych beczkach, a w jej skład wchodzą starzone destylaty przez co najmniej 3 lata, dzięki czemu może być odpowiednio oznaczany gwiazdkami roczników. Do Stanów Zjednoczonych napój trafił w 1900 roku. Obecnie popularny jest w wielu krajach.
Metaxa produkowana z czerwonych winogron gatunku Savatiano, Sultanina i Black Corinth, poddawana jest dwukrotnej destylacji i rozlewana do dębowych kadzi. 60% trunek leżakuje od 3 do 15 lat. Później dodaje się do niego sezonowane muskatowe wina z wysp Samos i Lemnos, a na koniec doprawia się sekretnym zestawem ziół. Dodaje się też macerat z płatków róż. Później trunek rozlewany jest do ręcznie wykonanych beczek dębowych i rozpoczyna proces leżakowania w temperaturze 6 °C trwający co najmniej 6 miesięcy, a następnie jest butelkowany.
Metaxa oznaczona 3, 5, 7 i 12 gwiazdkami oznacza wiek najstarszego destylatu w składzie trunku. Trunek w którym najstarszy destylat ma 30 lat określany jest jako Metaxa Private Reserve. Wśród specjalnych gatunków wyróżniają się: Metaxa Centenary, Metaxa Rhodes, Metaxa Golden Reserve, Metaxa Grand Olympian Reserve, Metaxa Golden Age i Metaxa AEN.
W godle wytwórni figuruje ateński wojownik spod Salaminy. Wytwórnia znajduje się w Pireusie przy ulicy Goiunari 21-23.